# Seridó Ocidental Paraibano (tiểu vùng)
Seridó Ocidental Paraibano là một tiểu vùng thuộc bang Paraíba, Brasil. Tiều vùng này có diện tích 1738 km², dân số năm 2007 là 36795 người.